# سيدي براني
سيدي براني أو مدينة براني هي مدينة ساحلية تقع شمال غرب مصر وهي عاصمة «مركز براني» الذي يتبع إداريًّا محافظة مطروح قرب ساحل البحر المتوسط. سُميت على اسم الشيخ الساعدي البراني، وهو شيخ سنوسي تولى أمر زاويتها فسُميت زاوية براني. يتبع مركز مدينة براني 5 قري هي شماس، أبو اسطبل، الزويدة، أبو مرزوق، الفاخري، القطراني، الظافر، أبو مزهود، ويبلغ عدد سكانها حوالي 28,049 نسمة، من منتجاتها الزيتون، التين، الشعير، القمح والأغنام.
ويسكنها العرب البدو وقطاعات من جنود الجيش المصري فبرانى. تعتبر من أهم النقاط العسكرية لحماية مصر من أي خطر غربي، وكانت أيامَ توتر علاقة القذافى والسادات تعتبر كخلية نحل عسكري. يعمل معظم سكانها في مجالَيْ الزراعة وصيد الأسماك,
الأرض فيها رملية وبها تنوع في الزواحف من العقارب والثعابين وتعتبر من أهم مناطق الصيد لدى البدو، والمياه فيها إما آبار جوفية أو عن طريق تجميع مياة الأمطار في فصل الشتاء واستخدامها في فصل الصيف.

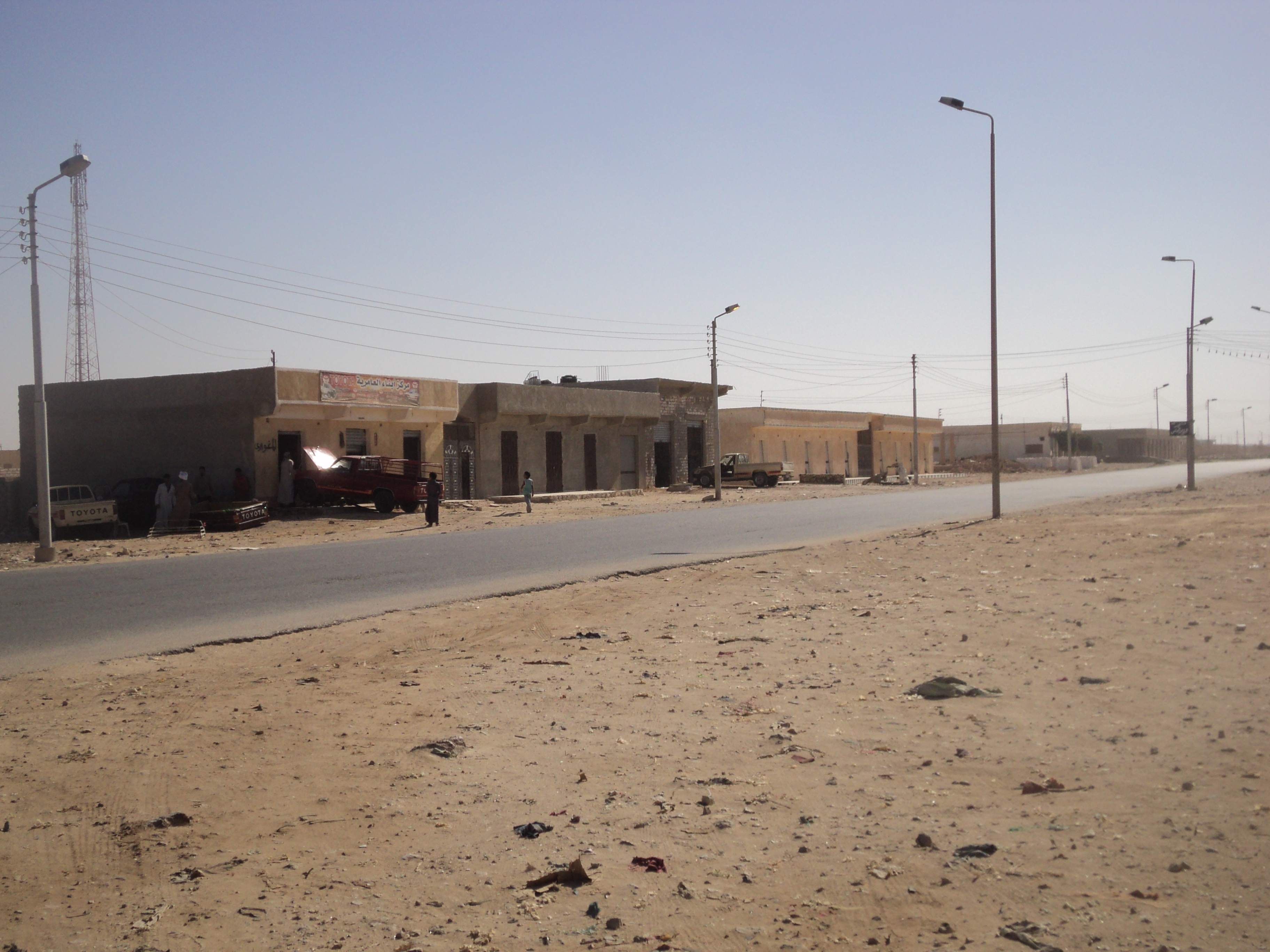
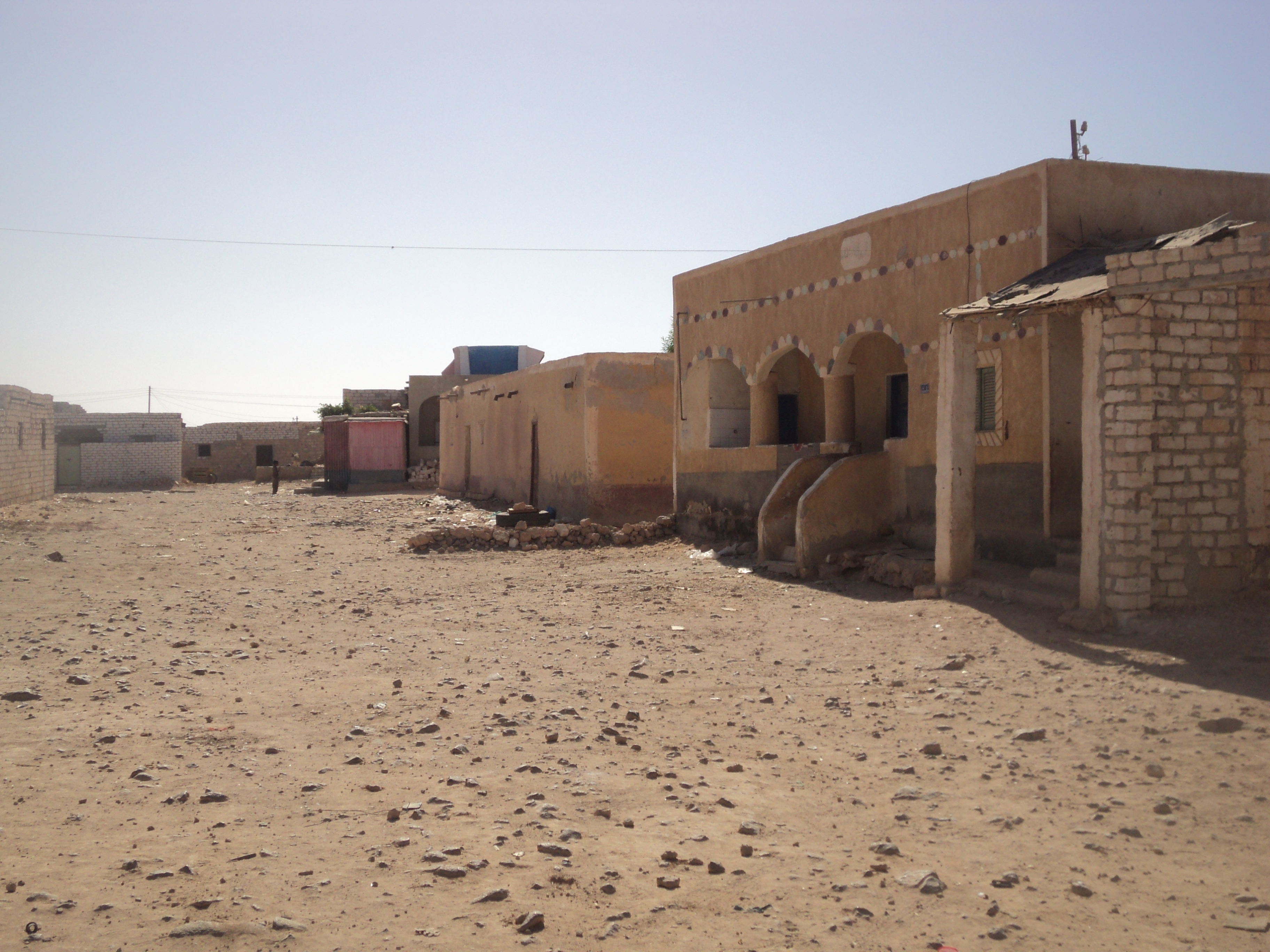
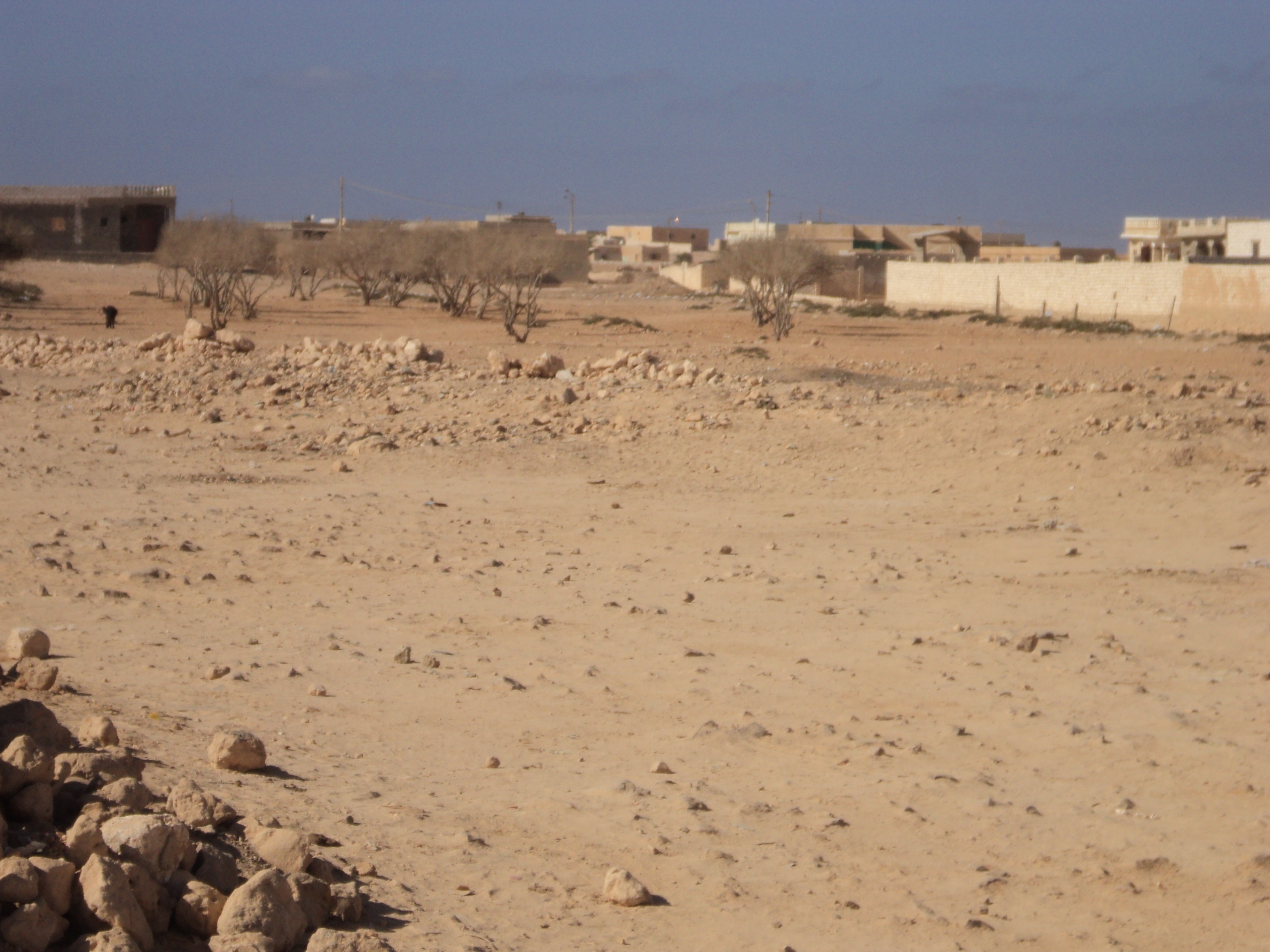
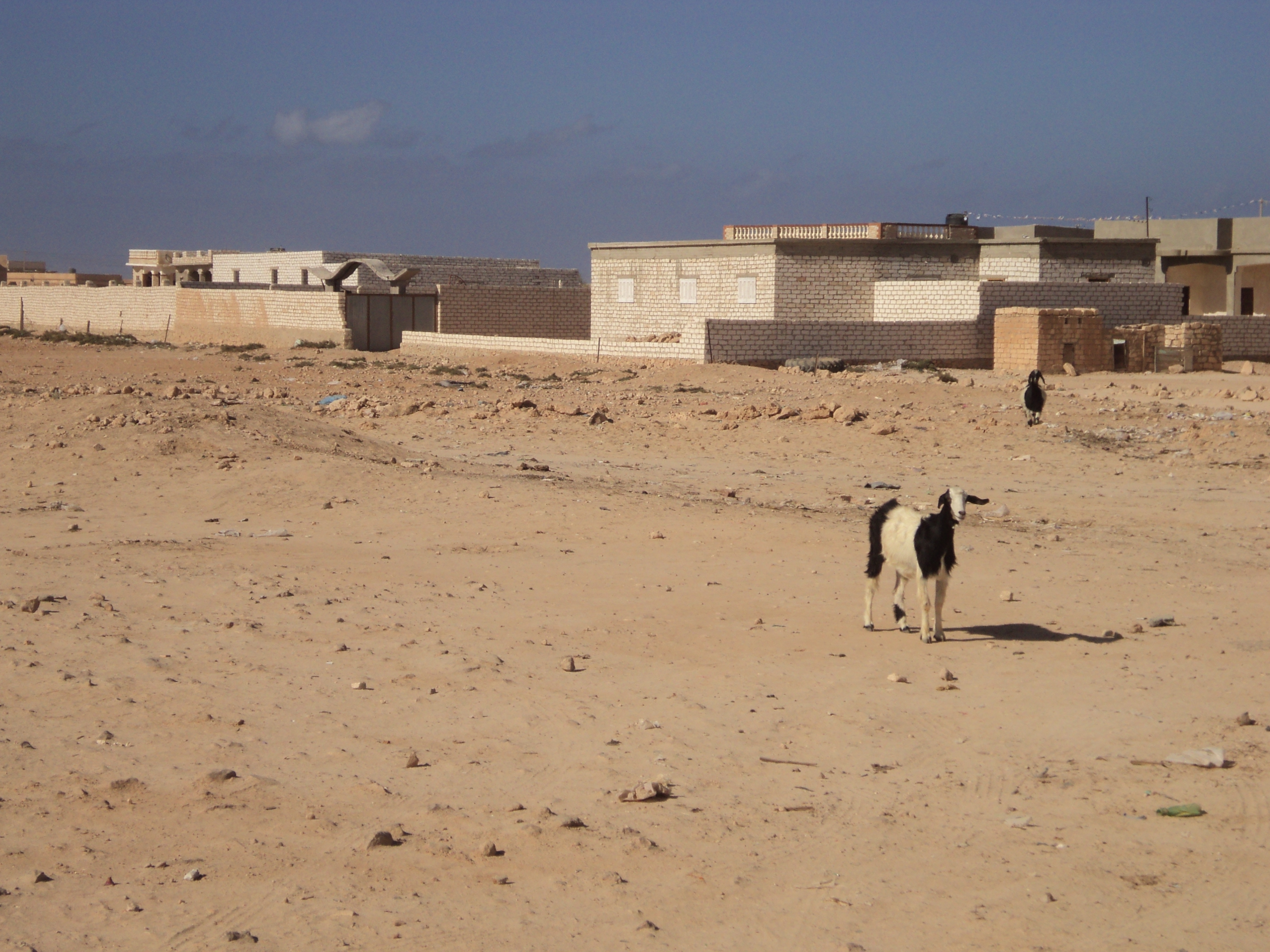
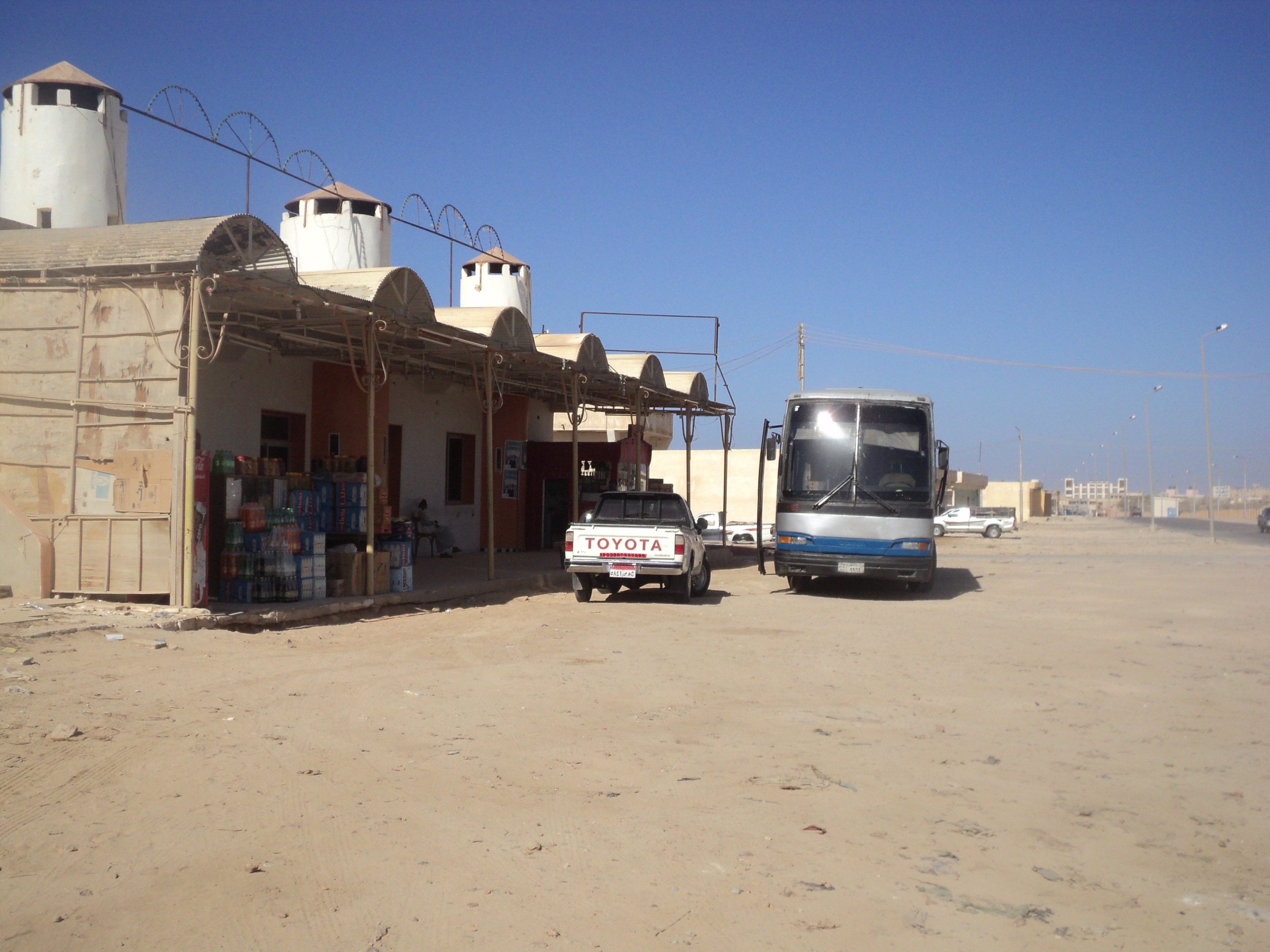

## المناخ
يظهر الجدول التالي التغييرات المناخية على مدار السنة لسيدي براني:
| البيانات المناخية لـسيدي براني    | البيانات المناخية لـسيدي براني | البيانات المناخية لـسيدي براني | البيانات المناخية لـسيدي براني | البيانات المناخية لـسيدي براني | البيانات المناخية لـسيدي براني | البيانات المناخية لـسيدي براني | البيانات المناخية لـسيدي براني | البيانات المناخية لـسيدي براني | البيانات المناخية لـسيدي براني | البيانات المناخية لـسيدي براني | البيانات المناخية لـسيدي براني | البيانات المناخية لـسيدي براني | البيانات المناخية لـسيدي براني |
| الشهر                             | يناير                          | فبراير                         | مارس                           | أبريل                          | مايو                           | يونيو                          | يوليو                          | أغسطس                          | سبتمبر                         | أكتوبر                         | نوفمبر                         | ديسمبر                         | المعدل السنوي                  |
| --------------------------------- | ------------------------------ | ------------------------------ | ------------------------------ | ------------------------------ | ------------------------------ | ------------------------------ | ------------------------------ | ------------------------------ | ------------------------------ | ------------------------------ | ------------------------------ | ------------------------------ | ------------------------------ |
| متوسط درجة الحرارة الكبرى °م (°ف) | 17.9 (64.2)                    | 18.8 (65.8)                    | 20.2 (68.4)                    | 22.2 (72.0)                    | 24.1 (75.4)                    | 27 (81)                        | 28.2 (82.8)                    | 29 (84)                        | 28.1 (82.6)                    | 26.4 (79.5)                    | 23.5 (74.3)                    | 19.6 (67.3)                    | 23.8 (74.8)                    |
| المتوسط اليومي °م (°ف)            | 13.1 (55.6)                    | 13.9 (57.0)                    | 15.3 (59.5)                    | 17.5 (63.5)                    | 19.9 (67.8)                    | 22.7 (72.9)                    | 25 (77)                        | 25.5 (77.9)                    | 24.2 (75.6)                    | 21.8 (71.2)                    | 18.6 (65.5)                    | 14.5 (58.1)                    | 19.3 (66.8)                    |
| متوسط درجة الحرارة الصغرى °م (°ف) | 8.4 (47.1)                     | 9 (48)                         | 10.5 (50.9)                    | 12.9 (55.2)                    | 15.7 (60.3)                    | 18.5 (65.3)                    | 21.9 (71.4)                    | 22.1 (71.8)                    | 20.4 (68.7)                    | 17.3 (63.1)                    | 13.8 (56.8)                    | 9.4 (48.9)                     | 15.0 (59.0)                    |
| الهطول مم (إنش)                   | 39 (1.5)                       | 17 (0.7)                       | 11 (0.4)                       | 5 (0.2)                        | 3 (0.1)                        | 0 (0)                          | 0 (0)                          | 0 (0)                          | 1 (0.0)                        | 18 (0.7)                       | 21 (0.8)                       | 33 (1.3)                       | 148 (5.7)                      |
| المصدر: Climate-Data.org          |                                |                                |                                |                                |                                |                                |                                |                                |                                |                                |                                |                                |                                |

## وصلات خارجية
- البوابة الإلكترونية لمحافظة مطروح (الموقع الرئيسي لمحافظة مطروح)
- بيانات عامه عن مدينه سيدى برانى